# Helicopsyche melanochaeta
Helicopsyche melanochaeta is een schietmot uit de
familie Helicopsychidae. De soort komt voor in het Neotropisch gebied.